# Младен Денев
Младен Деню Жеков Денев е български писател, автор на разкази, повести и новели за деца и възрастни.

## Биография
Младен Денев е роден на 20 януари 1930 г. в село Самуилово, област Стара Загора (близо до гр. Чирпан). Завършва средното си образование в Строително-техническото училище в гр. Стара Загора. Военната му служба преминава в артилерийска школа, където служи четири години и става офицер.
Завършва Висшия инженерно-строителен институт в гр. София със специалност „Геодезия, фотограметрия и картография“, след което работи като инженер-геодезист в гр. Перник. Работи като редактор в издателство „Народна младеж“, а впоследствие става драматург в пернишкия театър. Член на СБП.
Съпруг е на известната писателка и сценаристка Лиляна Михайлова (1939 – 2010 г.)
След приключване на работата си в гр. Перник, семейството дарява апартамента си в града на общината, с условието в него да живеят ученици отличници, които нямат родители.
Умира на 5 май 2016 г. в гр. София.

## Сценарист
- „Вреден дивеч“ (1990)

## Творчество
Младен Денев пише разкази, повести и новели, в различни жанрове и за различни възрасти. Има издадени няколко книги – сборници с разкази и повести, сред които:
- „Синя ръж“: Разкази. – София: Изд. „Народна младеж“, 1963 г.
- „Припеци“: Разкази. – София: Изд. „Народна младеж“, 1964 г.
- „Прашката Архив на оригинала от 2016-04-07 в Wayback Machine.“: Сборник разкази за деца. – София: Изд. „Български писател“, 1968 г.
- „Вечер през октомври“: Разкази. – Пловдив: Изд. „Хр. Г. Данов“, 1970 г.
- „Етажи“: Разкази. – София: Изд. „Нар. младеж“, 1971 г. Фигурира в официалния каталог на Националната библиотека на Австралия Архив на оригинала от 2016-03-05 в Wayback Machine.
- „Топка по Дунав“: Повест за малки и големи. – София: Изд. „Медицина и физкултура“, 1971 г.
- „Късни изпити“: Разкази за деца. – София: Изд. „Български писател“, 1978 г. Фигурира в официалния каталог на Националната библиотека на Република Молдова Архив на оригинала от 2016-03-07 в Wayback Machine..
- „Да чакаш нещо“: Избрани разкази. – София: Изд. „Бълг. Писател“, 1981 г. Фигурира в официалния каталог на Националната библиотека на Австралия Архив на оригинала от 2016-03-05 в Wayback Machine. и в каталога на Обществената библиотека на гр. Торонто, Канада Архив на оригинала от 2016-04-06 в Wayback Machine..
- „Трима без алиби“: Криминални разкази и новели. – София: „Военно изд.“, 1986 г. (Героика и приключения)

Oтделни негови произведения са публикувани в периодични издания или сборници, като:
- „Трансплантация“: Научно-фантастичен разказ, сп. „Космос“, бр. 10 от 1968 г. Разказът е получил втора награда на конкурса за НФ разказ, организиран от сп. „Космос“ и сп. „Наука и техника за младежта“ в чест на IХ световен фестивал на младежта и студентите. Включен е в сборника „Фантастично читалище: Списание „Космос“, 1968 г.“ и в сборника разкази „Забравени страници“, съставител и издател – Георги Недялков, 2010 г. (стр. 83).
- „Ваканция“: Разказ за деца, включен в Антология „Разкази за деца от български писатели“, съставители: Иван Остриков, Камен Калчев, Кръстьо Станишев, Николай Янков; Изд. „Български писател“, София, 1981. Използван в Пробен изпит по БЕЛ, 6 клас за кандидатстване след 7 клас, II модул / 2015 г..
- „Глава на семейство“ и „Присъда“: Разкази, включени в „Слънчеви рудници“: Лит. сборник стихове, разкази и очерци на поети и писатели от гр. Перник. Съставител – Младен Денев. София: Изд. „Нар. младеж“, 1972 г. (стр. 50; 56)
- „Стреля батареята“ и „Отпуска през август“: Разкази, включени в „Любовта се завръща“: Сборник военни разкази. - София: Военно издателство, 1977 г.; (стр. 110; 115)
- „Стреля батареята“: Разказ, онлайн списание „Литературен свят“, бр. 75 / юли 2015 г.

Участва в съавторство с Лиляна Михайлова при изготвянето и обработката на сценария на българския сериен телевизионен филм „Дом за нашите деца“, базиран на произведения на Лиляна Михайлова.

## Награди
Разказът „Трансплантация" е отличен с втора награда на конкурса за научно-фантастичен разказ, организиран от сп. „Космос“ и сп. „Наука и техника за младежта“ в чест на IХ Световен фестивал на младежта и студентите.